# Magnesi glycinat
Magnesi glycinate, còn được gọi là magnesi diglycinate hoặc magnesi bisglycinate, là muối magiê của glycine (một magnesi và hai phân tử glycine), và được bán dưới dạng bổ sung chế độ ăn uống. Nó chứa 14,1% magnesi nguyên tố theo khối lượng. Theo đó, 100   mg magnesi có trong 709   mg magnesi glycinate.

## Công dụng
Magnesi glycinate đã được nghiên cứu với khả năng áp dụng cho bệnh nhân cắt bỏ ruột  hoặc chuột rút do mang thai.